# Francesc Fité i Pons
Francesc Fité i Pons (La Freita, Arfa, 28 de maig de 1873 - Tàrrega, 9 d'agost de 1936), alcalde de Tàrrega (1931-1934) per la Candidatura Popular integrada per membres de la Lliga Regionalista. Representant dels cotxes, tractors i camions Ford. Regidor de l'ajuntament des de l'any 1930 i alcalde de Tàrrega entre els anys 1931 i 1934, presidí un consistori caracteritzat per una activa gestió de promoció urbanística i de serveis: construcció de voreres, instal·lació del clavegueram i de les canonades d'aigua potable, l'edificació de l'escorxador municipal, millores al parc de Sant Eloi, impuls d'escoles de segon ensenyament, organització d'una policia urbana i rural juntament amb la implantació de les mesures preses en relació amb la salubritat, la higiene pública i la beneficència, com bé es recull a la memòria "La nostra gestió. 47 mesos al municipi (1934)".
Durant el seu govern municipal hi hagué situacions d'entesa amb l'oposició d'Acció Catalana Republicana com la del canvi de nom del Pati de Tàrrega que deixà de dir-se "Plaça del Carme" per dir-se de "Plaça de Francesc Macià" o com la rebuda municipal que feu a Francesc Macià el dilluns de mercat i de Pasqua Granada del 25 de maig del 1931.
Fou mort durant la repressió revolucionària el dia 9 d'agost de 1936 per les Milícies Antifeixistes; com també ho fou Baldomer Trepat i Galceran. Amb la derrota dels militars colpistes el 19 de juliol a Barcelona, i la captura de l'arsenal bèl·lic i armamentístic per part dels milicians de la CNT-FAI, l'autoritat, l'economia i l'ordre públic a Catalunya va passar a dependre durant quatre mesos, del Comitè de Milícies Antifeixistes. A Tàrrega, les armes dels particulars i de l'armeria Casanelles van ser confiscades pel comitè local i dipositades a la seu del Comitè de Milícies.